# Casa dei Grifi (Milano)
La Casa dei Grifi è un edificio storico di Milano, situato in via Valpetrosa 5.

## Storia
Il palazzo era la dimora della casata dei Grifi, detti anche Griffi o Grifo, appaltatori della riscossione delle gabelle sotto gli Sforza. Il casato, di origini mercantili, ebbe fra i suoi esponenti influenti intellettuali della corte sforzesca. Si ricordano in particolare Leonardo, arcivescovo di Benevento e autore di poemi, e il fratello Ambrogio, archiatra alla corte di Ludovico il Moro, cui è dedicata una cappella in San Pietro in Gessate.
La costruzione del palazzo fu iniziata alla fine del Quattrocento e terminata nel secolo successivo, in forme post-bramantesche. Fra le numerose vicende dell'edificio, nell'Ottocento fu sede dell'Albergo Gran Parigi, capolinea della diligenza per Pavia. Nonostante ciò, ha conservato al suo interno una delle corti di stile rinascimentale meglio preservate a Milano.

## Descrizione
Il cortile rettangolare, che ai piani superiori è stato trasformato con i caratteristici ballatoi a ringhiera milanesi, presenta ancora il portico bramantesco al pian terreno. Il portico, su tre lati, è costituito da arcate a tutto sesto in cotto, rette da colonne in granito con capitelli compositi. 
Le volte a vela sono coperte da una decorazione a monocromo su fondo blu, con grottesche a graffio.
Lo stemma del casato con il grifo rampante è ripetuto sui capitelli di pietra calcarea entro scudi a testa di cavallo. La decorazione è completata da tondi in pietra inclusi fra gli archi, raffiguranti profili di imperatori e personaggi dell'antichità, e dalle insolite teste a tutto tondo inserite agli angoli. La decorazione è attribuita a Benedetto Briosco, come anche il sepolcro di Ambrogio Grifi custodito in San Pietro in Gessate.

## Galleria d'immagini

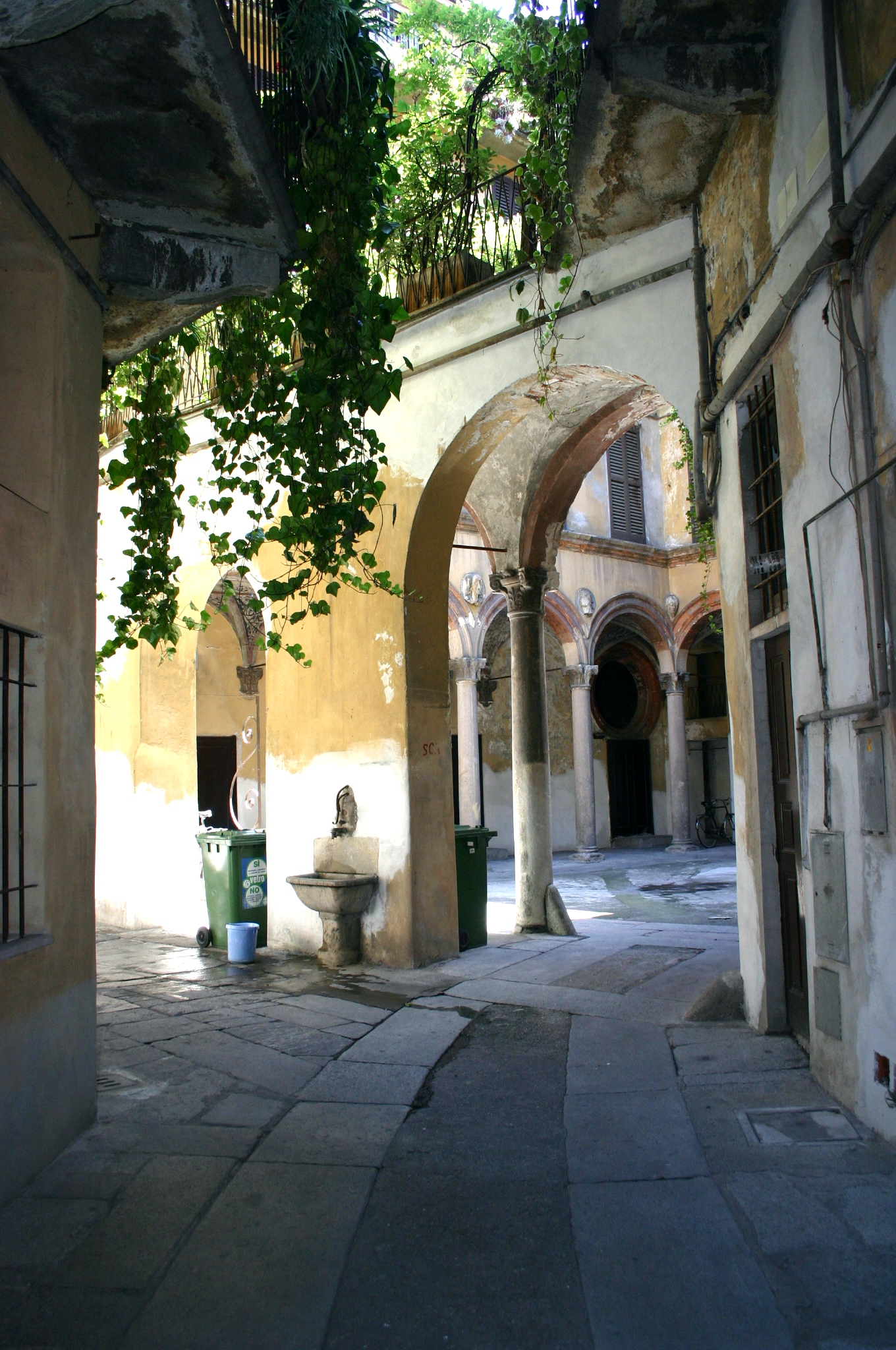
Ingresso al cortile
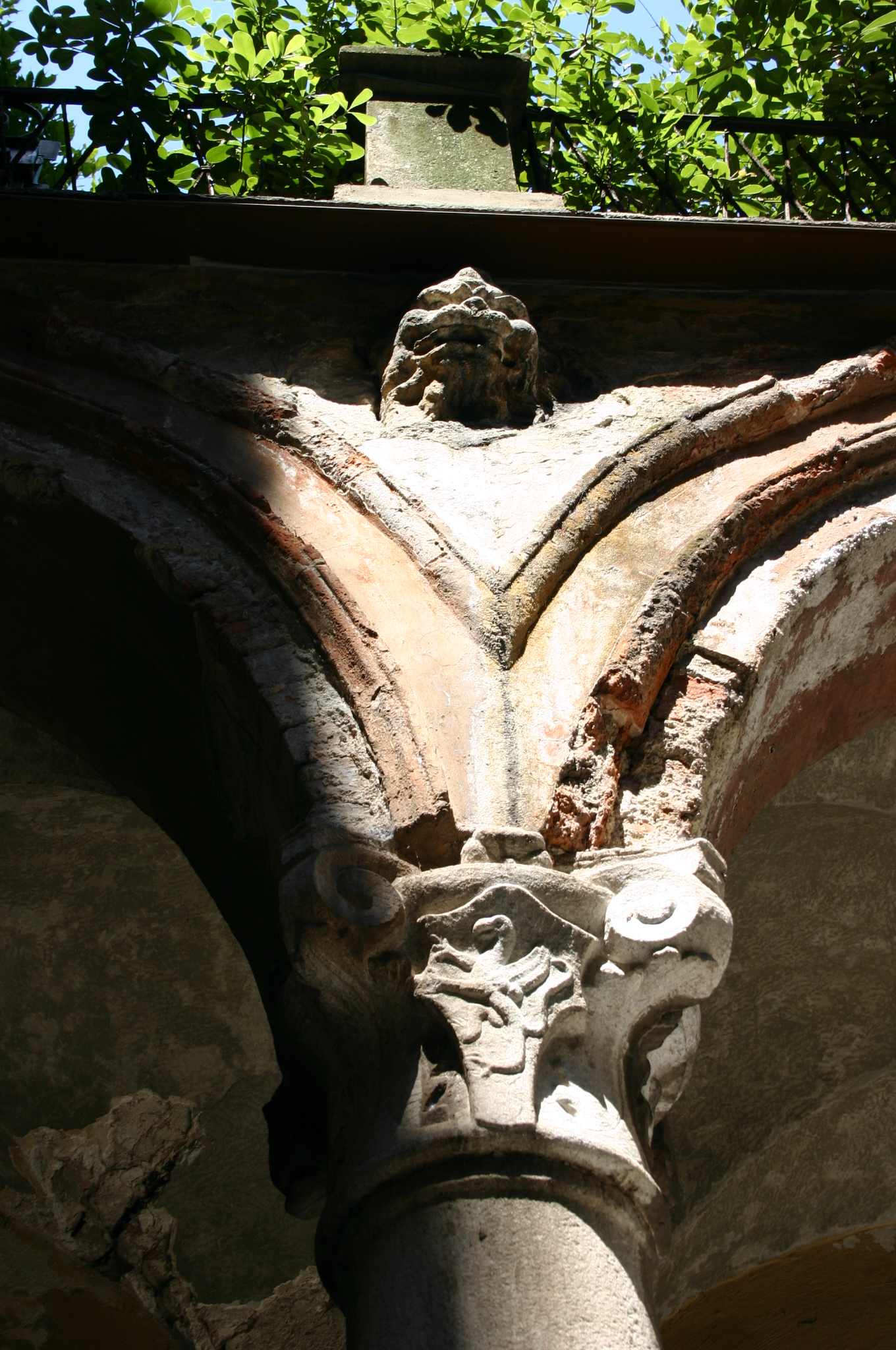
Capitello con lo stemma del casato
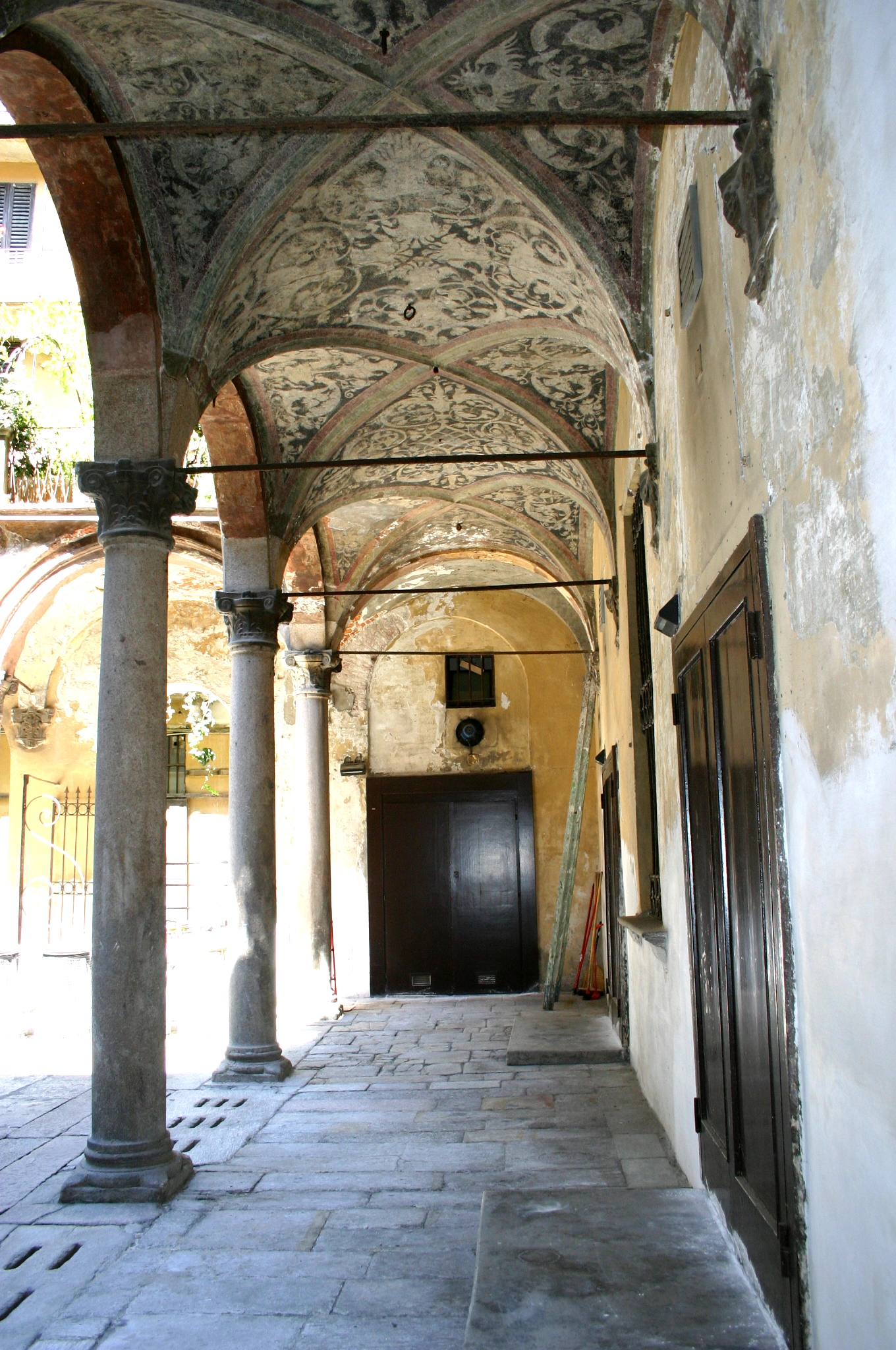
Le volte affrescate